# Miền nguyên
Trong toán học, cụ thể là đại số trừu tượng, một miền nguyên là một vành giao hoán (có đơn vị) khác không trong đó tích của hai phần tử khác không là khác không; nói cách khác, nó không có ước của không.
Trong một miền nguyên, mọi phần tử khác không a có tính giản ước, có nghĩa là, nếu a ≠ 0 và ab = ac thì b = c.

## Ví dụ
- Ví dụ điển hình là vành các số nguyên {\displaystyle \mathbb {Z} }.
- Trường là một miền nguyên.
- Vành đa thức với hệ số trong một miền nguyên thì là một miền nguyên.
- Vành {\displaystyle \mathbb {Z} [x]/(x^{2}-n)\cong \mathbb {Z} [{\sqrt {n}}]} là một miền nguyên nếu {\displaystyle n} không phải là số chính phương.

## Phản ví dụ
Các vành sau đây không phải là miền nguyên.
- Vành không (vành trong đó {\displaystyle 0=1}).
- Vành thương {\displaystyle \mathbb {Z} /m\mathbb {Z} } khi m là một hợp số. Thật vậy, chọn một cách phân tích {\displaystyle m=xy} (với {\displaystyle x} và {\displaystyle y} khác {\displaystyle 1} và khác {\displaystyle m}). Thế thì {\displaystyle x\not \equiv 0{\bmod {m}}} và {\displaystyle y\not \equiv 0{\bmod {m}}}, nhưng {\displaystyle xy\equiv 0{\bmod {m}}}.

## Tính chất
- Một vành giao hoán R là một miền nguyên khi và chỉ khi i-đê-an (0) trong R là một i-đê-an nguyên tố.
- Nếu R là một vành giao hoán và P là một i-đê-an trong R, thì vành thương R/P là một miền nguyên khi và chỉ khi P là một i-đê-an nguyên tố.
- Đặt R là một miền nguyên. Thế thì vành đa thức với hệ số trong R (với mọi lực lượng biến số) là một miền nguyên. Nói riêng, vành đa thức với hệ số trong một trường là một miền nguyên.
- Một miền nguyên có tính giản ước.
- Một giới hạn quy nạp của các miền nguyên là một miền nguyên.
- Nếu {\displaystyle A,B} là các miền nguyên trên một trường đóng đại số k, thì {\displaystyle A\otimes _{k}B} là một miền nguyên. Đây là hệ quả của định lý không điểm Hilbert.

## Trường phân thức
Trường phân thức K của một miền nguyên R là tập hợp các phân số a/b với a và b trong R và b ≠ 0 modulo một quan hệ tương đương phù hợp, được trang bị các phép nhân và cộng. Trường phân thức của {\displaystyle \mathbb {Z} } là trường các số hữu tỷ {\displaystyle \mathbb {Q} .} Trường phân thức của một trường thì đẳng cấu với trường đó

## Hình học đại số
Một vành là một miền nguyên khi và chỉ khi nó là vành giảm (tức là nếu x2 = 0 thì x = 0) và vành bất khả quy (tức là tồn tại một i-đê-an nguyên tố tối tiểu duy nhất).
Điều này được dịch sang ngôn ngữ của hình học đại số rằng vành tọa độ của một tập hợp đại số a-phin là một miền nguyên khi và chỉ khi tập hợp đó là một đa tạp đại số.
Ngoài ra, một vành giao hoán là một miền nguyên khi và chỉ khi phổ của nó là một lược đồ a-phin nguyên.